# Icône roumaine

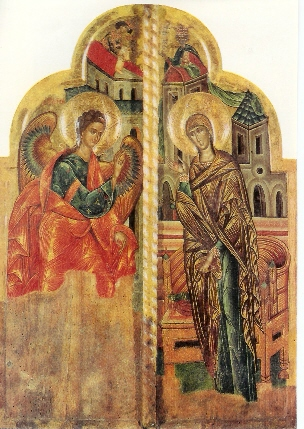
L'Annonciation Iconostase de l’Église de Carligi/Moldavie (image 1)

Les icônes roumaines sont les icônes chrétiennes qui ont été produites en Roumanie.
Il existe deux types d'iconographie en Roumanie : les icônes sur bois, de style byzantin et les icônes sur verre de Transylvanie.

## Description
C'est dans la peinture propre aux premiers siècles du christianisme, en Égypte notamment, qu'il faut rechercher l'origine des icônes. Les plus vieilles icônes, lesquelles se rattachent directement à leurs sources égyptienne et copte, ont été réalisées au Proche-Orient. Le second groupe renferme les icônes proprement dites byzantines, se rattachant à la tradition de la peinture hellénistique ; elles ont pour centre Constantinople, d'où elles se sont répandues pendant leur dernière étape à travers tout le monde balkanique et l'Europe orientale, influençant la création artistique de la Serbie, de la Bulgarie, des Pays roumains et de la Russie. Les icônes de l'école crétoise peintes dans la Grèce insulaire et à Venise, surtout après la chute de Byzance au pouvoir des Ottomans, sont un produit de synthèse de l'art byzantin et de l'art occidental de la Renaissance italienne ; elles ont connu une large diffusion dans les pays balkaniques et le monde roumain. (images 1 et 2)

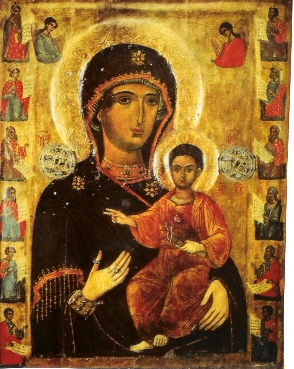
La vierge et l'enfant Jésus - Monastère de Varatec, XVIe siècle (image 2)

Il faut accorder, dans ce large groupement, une place particulière à l'icône roumaine qui accuse des traits qui lui sont propres, avec des notes originales, surtout en Moldavie, en Transylvanie et Maramureș. Du point de vue technique, la majorité des icônes roumaines sont exécutées sur bois, ce qui équivaut à la peinture occidentale médiévale de chevalet.
Dans le passé artistique et spirituel des Pays roumains, comme du reste dans celui de toute l'Europe de l'Est orthodoxe, les icônes ont joué un rôle important en tant qu'objets de culte, dans les églises et les monastères, où elles composaient des ensembles désignés du nom d'iconostase, paroi séparant de règle l'abside principale du naos.
On peut admirer en Moldavie - à Voroneț, à Humor, à Moldovița - des iconostases richement sculptées et dorées qui portent encore des icônes de la fin du XVIe siècle ou du commencement du XVIIe siècle. En Valachie, les iconostases de style de Brâncoveanu, véritables dentelles de bois, dont les icônes sont parfois intactes, se laissent admirer à Govora, au monastère de Horezu, à l'église Saint-Spiridon à Bucarest etc.(image 3)

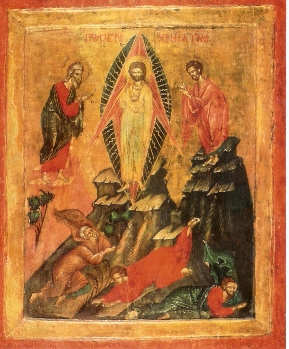
La Transfiguration - Musée d'Art Bucarest, XVIIe siècle (image 3)

Bien qu'il n'existe pas encore un inventaire précis de ce genre d'œuvres d'art, on peut apprécier à quelques milliers le nombre des icônes de Roumanie ayant une valeur artistique et une signification historique.(image 4)

Certes, il y a quelques siècles, les trésors des monastères roumains comptaient une foule de précieuses icônes qui sont devenues la proie des incendies et des pillages, surtout pendant les multiples incursions étrangères qui troublèrent l'histoire des  Pays roumains.
Considérées dans leur ensemble, les icônes occupent une place importante dans l'art roumain d'autrefois, en premier lieu en raison de leur capacité d'interprétation et de réalisation de certains vieux thèmes, d'une variété insoupçonnée. Les icônes sont également des documents précieux pour reconstituer le milieu artistique d'une époque, certaines se rattachant directement à la peinture murale d'où elles tirent leur origine.

## Icônes sur verre
Les icônes sur verre sont nées en Transylvanie après le rattachement de cette région à l'empire des Habsbourg en 1699. Cette tradition avait gagné toute cette grande région en 1750. Après le miracle de Nicula qui a vu les larmes de la vierge s'écouler pendant vingt-six jours sur le visage de la Vierge représentée sur une icône en bois, ce village a fait l'objet de pèlerinages. Ce fait est d'autant plus étonnant que vingt-six correspond à la valeur numérique du Nom de Dieu en Hébreu. Après le pèlerinage, les paysans souhaitaient revenir chez eux avec une image de la vierge. C'est ainsi que l'icône a fait son entrée dans la demeure du paysan roumain. Par la suite des représentations sur verre se sont développées dans les maisons. 
Les icônes sont en réalité peintes sous verre plutôt que sur verre, car, après avoir esquissé le contour, l'artiste peint à l'envers, utilisant l'endroit du verre comme écran. Une fois le verre retourné, l'image apparait dans toute sa brillance. L'arrière est alors protégé par un fond en bois puis l'icône est entourée d'un cadre. 
Les différentes étapes de composition de l'icône sur verre sont les suivantes : tout d'abord le contour, les visages et les ornements des vêtements et du fond ; ensuite les vêtements, et enfin les auréoles et le fond.
La technique des icônes sur verre a été ensuite travaillée dans les monastères, dès le XIIIe siècle. Très peu connues, les icônes sur verre roumaines sont demeurées longtemps conservées dans le secret des Monastères. Aujourd'hui elles commencent à sortir de Roumanie et à faire leur entrée sur la place publique pour prendre leur place au sein de l'iconographie religieuse internationale. La technique des icônes sur verre est enseignée au monastère Sambata de Sus en Roumanie mais cet enseignement est surtout à destination des religieux.